# ТНК-Казхром
«ТНК-Казхром» (каз. «ТНК-Қазхром») — мужской волейбольный клуб из Хромтау, выступавший в Национальной лиге Казахстана. Команда четыре раза становилась серебряным и трижды бронзовым призёром чемпионата Казахстана, а также чемпионом сезона 2018/2019.

## История
Клуб основан в 2005 году по инициативе руководства горно-металлургического холдинга ТНК «Казхром» (Донской ГОК).
В 2007 году команда заняла третье место в «Высшей лиге А» чемпионата Казахстана, а уже в следующем сезоне — стала победителем турнира и получила право на участие в Национальной лиге.
В 2009 году клуб вышел в финал Кубка Республики Казахстан и занял второе место. В том же году команда впервые завоевала серебряные медали чемпионата Казахстана в Национальной лиге.
Затем последовала серия успешных сезонов:
- Серебро чемпионатов Казахстана в сезонах 2010/2011, 2011/2012 и 2012/2013 годов[3];
- Второе место в розыгрыше Кубка Республики Казахстан 2011 года[3];
- Победа в Кубке Республики Казахстан в 2013 году[3];
- Второе место в Кубке Казахстана в 2016 году[3].

В сезоне 2018/2019 клуб впервые выиграл чемпионат страны, победив в плей-офф команды «Мангыстау» и «Атырау». В том же году «ТНК-Казхром» стал обладателем Кубка Казахстана по волейболу и Суперкубка.
По итогам сезона легионер команды Борис Кемпа (Словакия) был признан лучшим игроком чемпионата, ещё четыре волейболиста вошли в символическую сборную.
В том же сезоне клуб дебютировал в клубном чемпионате Азии по волейболу.
Однако летом 2019 года клуб прекратил существование из-за прекращения финансирования со стороны титульного спонсора.

## Достижения
- Обладатель Кубка Казахстана (2): 2013[3], 2019[4]
- Золотой призёр чемпионата Казахстана (1): 2018/2019[4]
- Серебряный призёр чемпионата Казахстана (4): 2008/2009, 2010/2011, 2011/2012 и 2012/2013 годов[3]
- Бронзовый призёр чемпионата Казахстана (3): 2016/17[9], 2017/18[9]

## Главные тренеры
- Сергей Грибов